# Bastion Świętojański

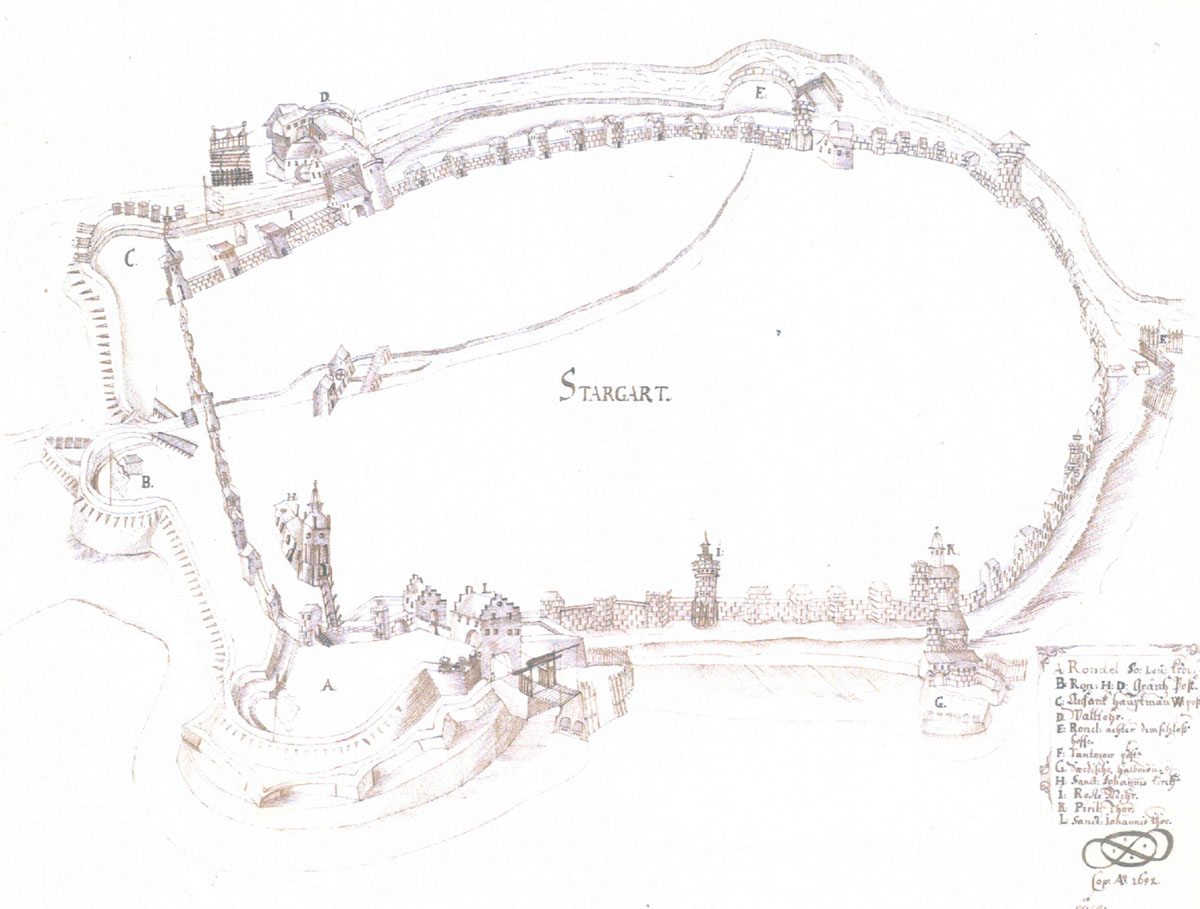
Plan obwarowań Stargardu z 1692, bastion Świętojański oznaczony literą A

Bastion Świętojański (Rondel) – jeden z bastionów w Stargardzie położony po zachodniej stronie murów obronnych, przy kościele św. Jana (stąd nazwa). Od północy graniczy z niższym bastionem – Szubieniczym. Jest największym spośród stargardzkich bastionów.
Został usypany już podczas wznoszenia pierwszych murów obronnych na przełomie XIII i XIV wieku w celu obrony północno-zachodniego fragmentu murów wraz z bramą świętojańską. Następnie był jeszcze dwukrotnie podwyższany. Ostateczny kształt stargardzkim bastionom, w tym Rondlowi, nadał szkocki inżynier i kartograf króla Szwecji Frans de Traytorenss około 1630 roku.
Założony na rzucie koła. Średnica górnej płaszczyzny wynosi 55 m, otoczony fosą. Obecnie bastion mierzy w najwyższym punkcie 40 m n.p.m. i jest to jednocześnie najwyższy punkt Stargardu
W XVI i XVII wieku bastion służył jako miejsce do wytapiania dzwonów. W 1720 został częściowo wyrównany a teren został przeznaczony przez księcia Moriza von Anhalt Dessau na plac do musztry następnie został zadrzewiony.